# Formato proprietário
Um formato proprietário é o Formato de arquivo que é coberto por uma patente ou copyright. Tipicamente tais limitações tentam impedir as práticas de engenharia reversa, embora a engenharia reversa de formatos de arquivo para as finalidades de interoperabilidade seja geralmente considerada como legal. No entanto, as posições legais diferem de país para país, estando relacionado com o conceito de, entre outras coisas, patente de software. O oposto de formato proprietário é formato aberto, que não coloca limitações aos utilizadores finais.

## Privacidade, posse, risco e liberdade
Uma das controvérsias que rodeiam o uso de formatos proprietários é o conceito de posse. Se a informação for armazenada num formato que o fornecedor de software tenta manter em segredo do utilizador, o utilizador tem a capacidade de possuir a informação, mas não tem nenhuma maneira de a recuperar, exceto através da utilização do software do fornecedor. Se o utilizador não puder recuperar a informação sem o consentimento do fabricante do software, surge a prática do controle da informação do utilizador. O fato de o utilizador depender do software para recuperar a informação armazenada nos seus documentos proprietários, dá garantia ao fornecedor da venda de versões futuras desse software. É a base para o conceito fechamento de vendas (vendor lock). O risco advém do fato da empresa decidir parar de disponibilizar o software para ler os documentos. Os utilizadores do formato podem perder todo acesso à informação nos documentos. Tais situações são bastante comuns, especialmente para versões descontinuadas de software.

## Formatos proprietários
- DOC - Microsoft Word Document
- DWG - AutoCad Drawing
- MP3 - MPEG Audio Layer 3

## Formatos abertos
- TXT ASCII Text - texto
- HTML - formato padrão na web
- PNG - formato comum de imagem na web
- ODF - OASIS XML especificação para texto (odt), planilha (ods), desenho (odg) e apresentação (odp).
- SVG - Desenho vetorial
- Ogg - formato de recipiente para Vorbis (audio), Theora (video), Speex (comunicação oral), FLAC (audio)